# Азизи, Бахриддин
Бахридди́н Азизи́ (тадж. Баҳриддин Азизӣ; 1895—1944) — таджикский советский поэт, писатель и журналист.

## Биография
Родился в 1895 году в г. Ура-тюбе в Туркестанском крае Российской империи (ныне г. Истаравшан в Согдийской области Таджикистана). Отец его, Мулла Абдулазиз, был учителем и писал стихи под псевдонимом Джазми. Начальное образование получил от отца, затем обучался в разных школах родного города. В 15 лет получив среднее образование, переехал в Бухару, бывшую тогда центром одноимённого эмирата, где свёл знакомство с ведущими деятелями культуры того времени, а благодаря газетам и журналам Туркестанского края познакомился с политикой и событиями эпохи. Учился в медресе Нодир-Диван-Беги. Под псевдонимом Азми начал писать стихи, обличающие религизиозный фанатизм и тиранию эмира, из-за чего тот приказал найти и казнить поэта. Был вынужден бежать в Ташкент (проживал там и в Самарканде).
Приветствовал Октябрьскую революцию. В Ташкенте поступил на двухгодичные педагогические курсы и успешно их закончил в 1924 году. Вернувшись в Ура-тюбе, руководил там народным просвещением. По его инициативе открыто несколько новых школ. Затем занимал различные должности в горисполкоме и в Верховном суде Таджикской ССР. С 1934 по 1937 год был ответственным редактором сатирического журнала «Бигиз». В 1937 году арестован по обвинению в национализме и приговорён к лишению свободы. Умер в тюрьме 10 августа 1944 года после продолжительной болезни.

## Творчество
Сочинял на таджикском и узбекском языках. В 1920-е годы продолжал писать сатирические стихи, а также публицистические статьи. Юмористические рассказы публиковались в журналах «Овози тоҷик», «Мулло Мушфиқӣ», «Раҳбари дониш» и «Бигиз». В лирических стихах воспевал героику созидательного труда советских людей. В 1931 году в журнале «Раҳбари дониш» (рус. Путеводитель знаний) опубликована его поэма «Вахшстрой». Автор сборников рассказов «Однорукий Хасан» (тадж. Ҳасани якдаста, 1936), «Ударник» (тадж. Зарбдор, 1932); «Победа» (тадж. Ғалаба, 1932); «Таджихон» (тадж. Тоҷихон, 1935) и «Жертвоприношение» (тадж. Қурбонӣ, 1937). В 1962 году издана антология «Рассказы» (тадж. Ҳикояҳо, составленная из произведений, печатавшихся в периодике 1920-1930-х гг.